# Manzanera
Manzanera là một đô thị trong tỉnh Teruel, Aragon, Tây Ban Nha. Dân số 500 người.

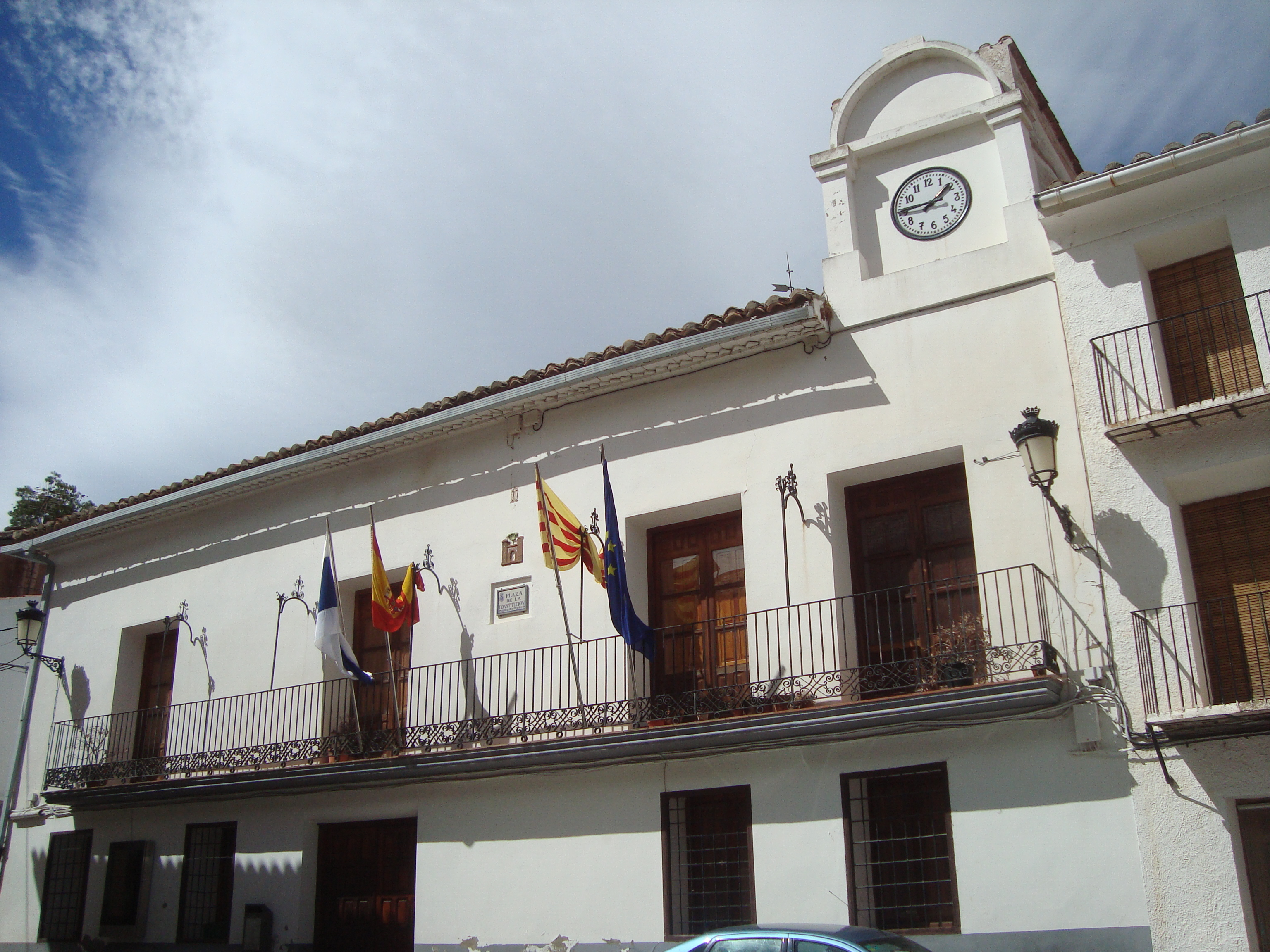
Ayuntamiento de Manzanera

- Ayuntamiento de ManzaneraWeb page about Manzanera Lưu trữ ngày 21 tháng 12 năm 2009 tại Wayback Machine